# When We All Fall Asleep Tour
Il When We All Fall Asleep, Where Do We Go Tour è stato il primo tour musicale della cantante statunitense Billie Eilish, a supporto del suo album in studio di debutto When We All Fall Asleep, Where Do We Go? (2019).

## Informazioni
La prima parte è stata annunciata il 4 febbraio 2019 attraverso i profili social di Eilish, la quale ha confermato che il musicista Denzel Curry l'avrebbe supportata nell'apertura dello show, mentre suo fratello Finneas O'Connell l'avrebbe raggiunta in alcuni concerti in Canada. In pochi giorni furono annunciate le date australiane del tour e il 7 febbraio, a causa delle numerose richieste da parte dei fan, furono aggiunte altre date in location più grandi per accogliere un pubblico più vasto. Quattro giorni dopo la cantante ha annunciato altre date internazionali per il tour. Per il primo spettacolo al Coachella Valley Music and Arts Festival, Eilish non ha cantato When I Was Older e Xanny a causa di difficoltà tecniche prima del set. Eilish ha invece eseguito Everything I Wanted dal vivo per la prima volta nell'ultima tappa del 2019 a Città del Messico.
La seconda parte del tour, fissata al 2020, è stata annunciata ufficialmente tramite i profili social di Billie Eilish il 27 settembre 2019. La cantante ha pubblicato una foto contenente le date e i luoghi in cui si sarebbero svolti i concerti. Il 28 febbraio 2020, a pochi giorni dall'inizio del tour, la canadese Jessie Reyez viene scelta come artista d'apertura per le date nordamericane ed europee. Dopo aver sostenuto solo tre date in Nord America, la restante parte del tour viene dapprima posticipata per poi essere definitivamente cancellato causa della pandemia di COVID-19 del 2019-2021.

## Scaletta

### 2019
Questa lista è la scaletta dello spettacolo di San Francisco del 29 maggio 2019. Non rappresenta quella di tutte le date del tour.
1. Bad Guy
2. My Strange Addiction
3. You Should See Me in a Crown
4. idontwannabeyouanymore
5. Watch/&Burn
6. Copycat
7. When I Was Older
8. Wish You Were Gay
9. Xanny
10. All the Good Girls Go to Hell
11. Ilomilo
12. Bellyache
13. Listen Before I Go
14. I Love You
15. Ocean Eyes
16. When the Party's Over
17. Bury a Friend
18. Goodbye

### 2020
Questa lista è la scaletta dello spettacolo di Miami del 9 marzo 2020. Non rappresenta quella di tutte le date del tour.
1. Bury a Friend
2. You Should See Me in a Crown
3. My Strange Addiction
4. Ocean Eyes
5. Copycat
6. When I Was Older
7. 8
8. Wish You Were Gay
9. Xanny
10. The Hill (cover di Markéta Irglová)
11. Lovely
12. Listen Before I Go
13. I Love You
14. Ilomilo
15. Bellyache
16. Idontwannabeyouanymore
17. No Time to Die
18. When the Party's Over
19. All the Good Girls Go to Hell
20. Everything I Wanted
21. Bad Guy
22. Goodbye

## Date del tour
| Data                         | Città                        | Stato                        | Luogo                                  | Artista d'apertura           | Biglietti venduti / Biglietti disponibili | Incasso                      |
| When We All Fall Asleep Tour | When We All Fall Asleep Tour | When We All Fall Asleep Tour | When We All Fall Asleep Tour           | When We All Fall Asleep Tour | When We All Fall Asleep Tour              | When We All Fall Asleep Tour |
| Nord America                 | Nord America                 | Nord America                 | Nord America                           | Nord America                 | Nord America                              | Nord America                 |
| ---------------------------- | ---------------------------- | ---------------------------- | -------------------------------------- | ---------------------------- | ----------------------------------------- | ---------------------------- |
| 13 aprile 2019               | Indio                        | Stati Uniti                  | Empire Polo Club                       | N.D.                         | N.D.                                      | N.D.                         |
| 20 aprile 2019               | Indio                        | Stati Uniti                  | Empire Polo Club                       | N.D.                         | N.D.                                      | N.D.                         |
| Oceania                      |                              |                              |                                        |                              |                                           |                              |
| 24 aprile 2019               | Auckland                     | Nuova Zelanda                | Spark Arena                            | Finneas O'Connell            | 9.340 / 9.646                             | $456.056                     |
| 26 aprile 2019               | Adelaide                     | Australia                    | Adelaide Showground                    | Denzel Curry                 | N.D.                                      | N.D.                         |
| 27 aprile 2019               | Città di Maitland            | Australia                    | Maitland Arena                         | Denzel Curry                 | N.D.                                      | N.D.                         |
| 28 aprile 2019               | Canberra                     | Australia                    | Exhibition Park                        | Denzel Curry                 | N.D.                                      | N.D.                         |
| 30 aprile 2019               | Sydney                       | Australia                    | Hodern Pavilion                        | Denzel Curry                 | 5.376 / 5.376                             | $226.395                     |
| 3 maggio 2019                | Melbourne                    | Australia                    | Margaret Court Arena                   | Denzel Curry                 | 6.667 / 6.667                             | $324.174                     |
| 4 maggio 2019                | Bendigo                      | Australia                    | Prince of Wales Showground             | Denzel Curry                 | N.D.                                      | N.D.                         |
| 5 maggio 2019                | Townsville                   | Australia                    | Murray Sports Complex                  | Denzel Curry                 | N.D.                                      | N.D.                         |
| 7 maggio 2019                | Brisbane                     | Australia                    | Riverstage                             | Denzel Curry                 | 8.841 / 9.000                             | $426.250                     |
| 10 maggio 2019               | Fremantle                    | Australia                    | Fremantle Arts Center                  | Denzel Curry                 | 3.331 / 3.331                             | $161.965                     |
| 11 maggio 2019               | Bunbury                      | Australia                    | Hay International Park                 | Denzel Curry                 | N.D.                                      | N.D.                         |
| Europa                       |                              |                              |                                        |                              |                                           |                              |
| 25 maggio 2019               | Middlesbrough                | Regno Unito                  | Stewart Park                           | N.D.                         | N.D.                                      | N.D.                         |
| Nord America                 |                              |                              |                                        |                              |                                           |                              |
| 29 maggio 2019               | San Francisco                | Stati Uniti                  | Bill Graham Civic Auditorium           | Denzel Curry                 | 9.011 / 9.011                             | $479.295                     |
| 31 maggio 2019               | Portland                     | Stati Uniti                  | Moda Center                            | Denzel Curry                 | 12.364 / 12.364                           | $659.427                     |
| 1º giugno 2019               | Vancouver                    | Canada                       | PNE Amphitheater                       | Finneas O'Connell            | 7.040 / 7.040                             | $455.490                     |
| 2 giugno 2019                | Redmond                      | Stati Uniti                  | Marymoor Park                          | Denzel Curry                 | N.D.                                      | N.D.                         |
| 4 giugno 2019                | Magna                        | Stati Uniti                  | The Great Saltair                      | Denzel Curry                 | N.D.                                      | N.D.                         |
| 5 giugno 2019                | Morrison                     | Stati Uniti                  | Red Rocks Amphitheatre                 | Denzel Curry                 | N.D.                                      | N.D.                         |
| 7 giugno 2019                | Independence                 | Stati Uniti                  | Silverstein Eye Centers Arena          | Denzel Curry                 | N.D.                                      | N.D.                         |
| 8 giugno 2019                | Minneapolis                  | Stati Uniti                  | Minneapolis Armory                     | Denzel Curry                 | N.D.                                      | N.D.                         |
| 9 giugno 2019                | Chicago                      | Stati Uniti                  | United Center                          | Denzel Curry                 | N.D.                                      | N.D.                         |
| 11 giugno 2019               | Toronto                      | Canada                       | Budweiser Stage                        | Denzel Curry                 | N.D.                                      | N.D.                         |
| 12 giugno 2019               | Laval                        | Canada                       | Place Bell                             | Denzel Curry                 | 9.550 / 9.550                             | $458.479                     |
| 14 giugno 2019               | Boston                       | Stati Uniti                  | Rockland Trust Bank Pavilion           | Denzel Curry                 | N.D.                                      | N.D.                         |
| 15 giugno 2019               | Filadelfia                   | Stati Uniti                  | The Met Philadelphia                   | Denzel Curry                 | N.D.                                      | N.D.                         |
| 18 giugno 2019               | New York                     | Stati Uniti                  | Rooftop at Pier 17                     | Denzel Curry                 | N.D.                                      | N.D.                         |
| 19 giugno 2019               | New York                     | Stati Uniti                  | Radio City Music Hall                  | Denzel Curry                 | 5.941 / 5.941                             | $411.070                     |
| 20 giugno 2019               | Washington                   | Stati Uniti                  | The Anthem                             | Denzel Curry                 | 6.000 / 6.000                             | $302.907                     |
| 21 giugno 2019               | Nashville                    | Stati Uniti                  | Ascend Amphitheater                    | Denzel Curry                 | N.D.                                      | N.D.                         |
| 23 giugno 2019               | Atlanta                      | Stati Uniti                  | State Bank Amphitheatre                | Denzel Curry                 | N.D.                                      | N.D.                         |
| Europa                       |                              |                              |                                        |                              |                                           |                              |
| 27 giugno 2019               | Odense                       | Danimarca                    | Tusindårsskoven                        | N.D.                         | N.D.                                      | N.D.                         |
| 28 giugno 2019               | Stoccolma                    | Svezia                       | Gärdet                                 | N.D.                         | N.D.                                      | N.D.                         |
| 30 giugno 2019               | Pilton                       | Regno Unito                  | Worthy Farm                            | N.D.                         | N.D.                                      | N.D.                         |
| Nord America                 |                              |                              |                                        |                              |                                           |                              |
| 6 luglio 2019                | Milwaukee                    | Stati Uniti                  | American Family Insurance Amphitheater | N.D.                         | N.D.                                      | N.D.                         |
| 9 luglio 2019                | Los Angeles                  | Stati Uniti                  | Shrine Auditorium                      | Denzel Curry                 | N.D.                                      | N.D.                         |
| 10 luglio 2019               | Los Angeles                  | Stati Uniti                  | Shrine Auditorium                      | Denzel Curry                 | N.D.                                      | N.D.                         |
| 11 luglio 2019               | Los Angeles                  | Stati Uniti                  | Greek Theatre                          | Denzel Curry                 | N.D.                                      | N.D.                         |
| 13 luglio 2019               | San Diego                    | Stati Uniti                  | Cal Coast Credit Union Theatre         | Denzel Curry                 | N.D.                                      | N.D.                         |
| Europa                       |                              |                              |                                        |                              |                                           |                              |
| 15 agosto 2019               | Sankt Pölten                 | Austria                      | Green Park                             | N.D.                         | N.D.                                      | N.D.                         |
| 16 agosto 2019               | Amburgo                      | Germania                     | Hamburg-Wilhelmsburg                   | N.D.                         | N.D.                                      | N.D.                         |
| 17 agosto 2019               | Biddinghuizen                | Paesi Bassi                  | Walibi World                           | N.D.                         | N.D.                                      | N.D.                         |
| 18 agosto 2019               | Hasselt                      | Belgio                       | Kempische Steenweg                     | N.D.                         | N.D.                                      | N.D.                         |
| 20 agosto 2019               | Praga                        | Repubblica Ceca              | O2 Arena                               | J Grrey                      | N.D.                                      | N.D.                         |
| 22 agosto 2019               | Zurigo                       | Svizzera                     | Glattbrug                              | N.D.                         | N.D.                                      | N.D.                         |
| 24 agosto 2019               | Reading                      | Regno Unito                  | Richfield Avenue                       | N.D.                         | N.D.                                      | N.D.                         |
| 25 agosto 2019               | Leeds                        | Regno Unito                  | Bramham Park                           | N.D.                         | N.D.                                      | N.D.                         |
| 27 agosto 2019               | Mosca                        | Russia                       | Megasport Arena                        | MadeinTYO                    | N.D.                                      | N.D.                         |
| 28 agosto 2019               | San Pietroburgo              | Russia                       | Palazzo del ghiaccio                   | MadeinTYO                    | N.D.                                      | N.D.                         |
| 30 agosto 2019               | Stradbally                   | Irlanda                      | Stradbally Hall                        | N.D.                         | N.D.                                      | N.D.                         |
| 31 agosto 2019               | Milano                       | Italia                       | Area Expo                              | N.D.                         | N.D.                                      | N.D.                         |
| 2 settembre 2019             | Barcellona                   | Spagna                       | Palau Sant Jordi                       | MadeinTYO                    | N.D.                                      | N.D.                         |
| 3 settembre 2019             | Madrid                       | Spagna                       | WiZink Center                          | MadeinTYO                    | N.D.                                      | N.D.                         |
| 4 settembre 2019             | Lisbona                      | Portogallo                   | Altice Arena                           | MadeinTYO                    | 18.690 / 19.469                           | $551.694                     |
| 7 settembre 2019             | Berlino                      | Germania                     | Olympiapark                            | N.D.                         | N.D.                                      | N.D.                         |
| Nord America                 |                              |                              |                                        |                              |                                           |                              |
| 14 settembre 2019            | Atlanta                      | Stati Uniti                  | Piedmont Park                          | N.D.                         | N.D.                                      | N.D.                         |
| 20 settembre 2019            | Las Vegas                    | Stati Uniti                  | Downtown Las Vegas                     | N.D.                         | N.D.                                      | N.D.                         |
| 21 settembre 2019            | Winchester                   | Stati Uniti                  | Las Vegas Festival Grounds             | N.D.                         | N.D.                                      | N.D.                         |
| 5 ottobre 2019               | Austin                       | Stati Uniti                  | Zilker Park                            | N.D.                         | N.D.                                      | N.D.                         |
| 7 ottobre 2019               | Tulsa                        | Stati Uniti                  | BOK Center                             | Duckwrth                     | 11.393 / 11.393                           | $860.248                     |
| 8 ottobre 2019               | Dallas                       | Stati Uniti                  | American Airlines Center               | Duckwrth                     | 11.995 / 11.995                           | $1.229.549                   |
| 10 ottobre 2019              | Houston                      | Stati Uniti                  | Toyota Center                          | Duckwrth                     | 11.506 / 11.506                           | $1.227.586                   |
| 12 ottobre 2019              | Austin                       | Stati Uniti                  | Zilker Park                            | N.D.                         | N.D.                                      | N.D.                         |
| 17 novembre 2019             | Città del Messico            | Messico                      | Autodromo Hermanos Rodríguez           | N.D.                         | N.D.                                      | N.D.                         |
| Where Do We Go? World Tour   |                              |                              |                                        |                              |                                           |                              |
| Nord America                 |                              |                              |                                        |                              |                                           |                              |
| 9 marzo 2020                 | Miami                        | Stati Uniti                  | American Airlines Arena                | Jessie Reyez                 | 14.333 / 14.333                           | $1.772.340                   |
| 10 marzo 2020                | Orlando                      | Stati Uniti                  | Amway Center                           | Jessie Reyez                 | 14.090 / 14.090                           | $1.719.309                   |
| 12 marzo 2020                | Raleigh                      | Stati Uniti                  | PNC Arena                              | N.D.                         | 14.869 / 14.869                           | $1.688.854                   |
| Totale                       | Totale                       | Totale                       | Totale                                 | Totale                       | N.D.                                      | N.D.                         |

## Cancellazioni
| Data                         | Città                        | Stato                        | Luogo                           | Motivo                       |                              |                              |
| When We All Fall Asleep Tour | When We All Fall Asleep Tour | When We All Fall Asleep Tour | When We All Fall Asleep Tour    | When We All Fall Asleep Tour | When We All Fall Asleep Tour | When We All Fall Asleep Tour |
| ---------------------------- | ---------------------------- | ---------------------------- | ------------------------------- | ---------------------------- | ---------------------------- | ---------------------------- |
| 20 luglio 2019               | Foxborough                   | Stati Uniti                  | Gillette Stadium                | Festival cancellato          |                              |                              |
| Where Do We Go? World Tour   |                              |                              |                                 |                              |                              |                              |
| 13 marzo 2020                | Filadelfia                   | Stati Uniti                  | Wells Fargo Center              | Pandemia di COVID-19         |                              |                              |
| 15 marzo 2020                | New York                     | Stati Uniti                  | Madison Square Garden           | Pandemia di COVID-19         |                              |                              |
| 16 marzo 2020                | Newark                       | Stati Uniti                  | Prudential Center               | Pandemia di COVID-19         |                              |                              |
| 18 marzo 2020                | Washington                   | Stati Uniti                  | Capital One Arena               | Pandemia di COVID-19         |                              |                              |
| 19 marzo 2020                | Boston                       | Stati Uniti                  | TD Garden                       | Pandemia di COVID-19         |                              |                              |
| 20 marzo 2020                | Brooklyn                     | Stati Uniti                  | Barclays Center                 | Pandemia di COVID-19         |                              |                              |
| 23 marzo 2020                | Detroit                      | Stati Uniti                  | Little Caesars Arena            | Pandemia di COVID-19         |                              |                              |
| 24 marzo 2020                | Chicago                      | Stati Uniti                  | United Center                   | Pandemia di COVID-19         |                              |                              |
| 25 marzo 2020                | Indianapolis                 | Stati Uniti                  | Bankers Life Fieldhouse         | Pandemia di COVID-19         |                              |                              |
| 27 marzo 2020                | Nashville                    | Stati Uniti                  | Bridgestone Arena               | Pandemia di COVID-19         |                              |                              |
| 28 marzo 2020                | Saint Louis                  | Stati Uniti                  | Enterprise Center               | Pandemia di COVID-19         |                              |                              |
| 3 aprile 2020                | Inglewood                    | Stati Uniti                  | The Forum                       | Pandemia di COVID-19         |                              |                              |
| 4 aprile 2020                | Inglewood                    | Stati Uniti                  | The Forum                       | Pandemia di COVID-19         |                              |                              |
| 5 aprile 2020                | Inglewood                    | Stati Uniti                  | The Forum                       | Pandemia di COVID-19         |                              |                              |
| 7 aprile 2020                | San Francisco                | Stati Uniti                  | Chase Center                    | Pandemia di COVID-19         |                              |                              |
| 8 aprile 2020                | Sacramento                   | Stati Uniti                  | Golden 1 Center                 | Pandemia di COVID-19         |                              |                              |
| 10 aprile 2020               | Tacoma                       | Stati Uniti                  | Tacoma Dome                     | Pandemia di COVID-19         |                              |                              |
| 11 aprile 2020               | Vancouver                    | Canada                       | Rogers Arena                    | Pandemia di COVID-19         |                              |                              |
| 15 aprile 2020               | Denver                       | Stati Uniti                  | Pepsi Center                    | Pandemia di COVID-19         |                              |                              |
| 17 aprile 2020               | Omaha                        | Stati Uniti                  | CHI Health Center Omaha         | Pandemia di COVID-19         |                              |                              |
| 25 maggio 2020               | Guadalajara                  | Messico                      | Arena VFG                       | Pandemia di COVID-19         |                              |                              |
| 27 maggio 2020               | Città del Messico            | Messico                      | Palacio de los Deportes         | Pandemia di COVID-19         |                              |                              |
| 30 maggio 2020               | São Paulo                    | Brasile                      | Allianz Parque                  | Pandemia di COVID-19         |                              |                              |
| 31 maggio 2020               | Rio de Janeiro               | Brasile                      | Jeunesse Arena                  | Pandemia di COVID-19         |                              |                              |
| 2 giugno 2020                | Buenos Aires                 | Argentina                    | DirecTV Arena                   | Pandemia di COVID-19         |                              |                              |
| 3 giugno 2020                | Buenos Aires                 | Argentina                    | DirecTV Arena                   | Pandemia di COVID-19         |                              |                              |
| 5 giugno 2020                | Santiago                     | Cile                         | Movistar Arena                  | Pandemia di COVID-19         |                              |                              |
| 7 giugno 2020                | Bogotá                       | Colombia                     | Movistar Arena Bogotá           | Pandemia di COVID-19         |                              |                              |
| 13 luglio 2020               | Amsterdam                    | Paesi Bassi                  | Ziggo Dome                      | Pandemia di COVID-19         |                              |                              |
| 14 luglio 2020               | Berlino                      | Germania                     | Mercedes-Benz Arena             | Pandemia di COVID-19         |                              |                              |
| 15 luglio 2020               | Colonia                      | Germania                     | Lanxess Arena                   | Pandemia di COVID-19         |                              |                              |
| 19 luglio 2020               | Anversa                      | Belgio                       | Sportpaleis                     | Pandemia di COVID-19         |                              |                              |
| 21 luglio 2020               | Manchester                   | Regno Unito                  | Manchester Arena                | Pandemia di COVID-19         |                              |                              |
| 22 luglio 2020               | Manchester                   | Regno Unito                  | Manchester Arena                | Pandemia di COVID-19         |                              |                              |
| 24 luglio 2020               | Birmingham                   | Regno Unito                  | Arena Birmingham                | Pandemia di COVID-19         |                              |                              |
| 26 luglio 2020               | Londra                       | Regno Unito                  | The O2 Arena                    | Pandemia di COVID-19         |                              |                              |
| 27 luglio 2020               | Londra                       | Regno Unito                  | The O2 Arena                    | Pandemia di COVID-19         |                              |                              |
| 29 luglio 2020               | Londra                       | Regno Unito                  | The O2 Arena                    | Pandemia di COVID-19         |                              |                              |
| 30 luglio 2020               | Londra                       | Regno Unito                  | The O2 Arena                    | Pandemia di COVID-19         |                              |                              |
| 23 agosto 2020               | Seul                         | Corea del Sud                | N.D.                            | Pandemia di COVID-19         |                              |                              |
| 25 agosto 2020               | Shanghai                     | Cina                         | Mercedes-Benz Arena             | Pandemia di COVID-19         |                              |                              |
| 28 agosto 2020               | Taipei                       | Taiwan                       | Taipei Arena                    | Pandemia di COVID-19         |                              |                              |
| 30 agosto 2020               | Hong Kong                    | Hong Kong                    | AsiaWorld–Arena                 | Pandemia di COVID-19         |                              |                              |
| 2 settembre 2020             | Yokohama                     | Giappone                     | Yokohama Arena                  | Pandemia di COVID-19         |                              |                              |
| 5 settembre 2020             | Manila                       | Filippine                    | Mall of Asia Arena              | Pandemia di COVID-19         |                              |                              |
| 7 settembre 2020             | Giacarta                     | Indonesia                    | Indonesia Convention Exhibition | Pandemia di COVID-19         |                              |                              |